# Arecomyces frondicola
Arecomyces frondicola är en svampart som beskrevs av K.D. Hyde 1996. Arecomyces frondicola ingår i släktet Arecomyces och familjen Hyponectriaceae.   Inga underarter finns listade i Catalogue of Life.